# Eustrophopsis brunneimarginatus
Eustrophopsis brunneimarginatus es una especie de coleóptero de la familia Tetratomidae.

## Distribución geográfica
Habita en Estados Unidos.